# Qualificazioni all'UEFA Under-19 Futsal Championship 2023
Le qualificazioni all'UEFA Under-19 Futsal Championship 2023 hanno determinato le 7 squadre che hanno raggiunto i padroni di casa della Croazia nel torneo, il terzo della categoria. Sono eleggibili i giocatori nati dopo il 1º gennaio 2004.

## Partecipanti
Esclusa la Croazia, già qualificata di diritto, hanno partecipato alle qualificazioni 35 delle 55 squadre nazionali affiliate all'UEFA. Le squadre sono state ordinate in base ai loro coefficienti, basati sui risultati delle due edizioni precedenti e delle relative qualificazioni.
Le 25 partecipanti con i coefficienti più alti entravano nel turno principale, mentre le restanti 10 hanno partecipato al turno preliminare. Il ranking è stato utilizzato anche per dividere le squadre in fasce per il sorteggio. Tre squadre sono state preselezionate come organizzatrici nel turno preliminare e altre quattro squadre sono state preselezionate come organizzatrici del turno principale. Le restanti organizzatrici del turno principale sono state selezionate successivamente.
Il sorteggio per entrambi i turni si è svolto il 3 novembre 2022 alle 13:30 a Nyon. Questi erano i criteri per il sorteggio:
- Nel turno preliminare le 10 squadre sono state divise in 3 gironi, uno da 4 e due da 3 squadre, ognuno contenente una squadra per ognuna delle 3 fasce (il girone da quattro squadre ha avuto due partecipanti della fascia 3-4). Dapprima sono state sorteggiate le 3 squadre selezionate come organizzatrici e assegnate alla posizione rispettiva al loro ranking, poi le restanti 7 squadre secondo le rispettive posizioni nel ranking.
- Nel turno principale le 28 squadre sono state divise in 7 gironi da 4 squadre, ognuno contenente una squadra per ognuna delle 4 fasce. Dapprima sono state sorteggiate le 4 squadre selezionate come organizzatrici e assegnate alla posizione rispettiva al loro ranking. Successivamente sono state sorteggiate le restanti 24 squadre (incluse le 3 provenienti dal turno preliminare, la cui identità non era nota al momento del sorteggio e che sono state assegnate alla fascia 4) e assegnate a seconda delle fasce.

Le seguenti squadre non potevano essere sorteggiate nello stesso gruppo: Spagna e Gibilterra, Kosovo e Serbia, Kosovo e Bosnia ed Erzegovina, Ucraina e Bielorussia.
| Squadra |
| ------- |
| Croazia |

| Squadra              | Coeff  | Rank | Fascia |
| -------------------- | ------ | ---- | ------ |
| Spagna               | 13.667 | 1    | 1      |
| Portogallo (H)       | 11.000 | 2    | 1      |
| Polonia              | 9.000  | 3    | 1      |
| Ucraina              | 8.167  | 4    | 1      |
| Francia              | 5.167  | 5    | 1      |
| Italia               | 5.000  | 6    | 1      |
| Belgio               | 4.667  | 7    | 1      |
| Romania              | 4.467  | 8    | 2      |
| Paesi Bassi          | 4.333  | 9    | 2      |
| Bosnia ed Erzegovina | 4.333  | 10   | 2      |
| Turchia              | 4.333  | 11   | 2      |
| Slovenia             | 4.333  | 12   | 2      |
| Slovacchia           | 4.333  | 13   | 2      |
| Finlandia            | 4.000  | 14   | 2      |
| Lettonia (H)         | 4.000  | 15   | 3      |
| Rep. Ceca            | 4.000  | 16   | 3      |
| Serbia (H)           | 3.667  | 17   | 3      |
| Grecia               | 3.083  | 18   | 3      |
| Bielorussia          | 3.000  | 19   | 3      |
| Ungheria             | 2.667  | 20   | 3      |
| Moldavia (H)         | 2.667  | 21   | 3      |
| Andorra              | 2.500  | 22   | 4      |
| Kazakistan           | 2.000  | 23   | 4      |
| Georgia              | 2.000  | 24   | 4      |
| Azerbaigian          | 2.000  | 25   | 4      |

| Squadra                | Coeff | Rank | Fascia |
| ---------------------- | ----- | ---- | ------ |
| Montenegro             | 1.967 | 26   | 1      |
| Inghilterra            | 1.667 | 27   | 1      |
| Macedonia del Nord (H) | 1.500 | 28   | 1      |
| San Marino             | 0.333 | 29   | 2      |
| Kosovo                 | 0.333 | 30   | 2      |
| Lituania (H)           | 0.333 | 31   | 2      |
| Estonia                | 0.000 | 32   | 3 o 4  |
| Gibilterra (H)         | 0.000 | 33   | 3 o 4  |
| Germania               | 0.000 | 34   | 3 o 4  |
| Malta                  | 0.000 | 35   | 3 o 4  |

Note
- Le squadre in grassetto si sono qualificate al torneo finale.
- (H): squadre pre-selezionate come organizzatrici dei turni preliminare e principale

## Formato
In entrambi i turni i gruppi sono stati giocati come gironi di sola andata in sede centrale.

### Criteri di classificazione
In entrambi i turni le squadre sono state classificate in base ai punti ottenuti (3 per la vittoria, uno per il pareggio, 0 per la sconfitta). In caso di parità venivano applicati i seguenti criteri:
1. Maggior numero di punti nelle partite disputate fra le squadre in questione (scontri diretti);
2. Miglior differenza reti nelle partite disputate fra le squadre in questione;
3. Maggior numero di gol segnati nelle partite disputate fra le squadre in questione;
4. Se alcune squadre sono ancora a pari merito dopo aver applicato questi criteri, essi vengono riapplicati esclusivamente alle partite fra le squadre in questione per determinare la classifica finale. Se la suddetta procedura non porta a un esito, si applicano i seguenti criteri;
5. Miglior differenza reti in tutte le partite del girone;
6. Maggior numero di gol segnati in tutte le partite del girone;
7. Calci di rigore, esclusivamente se le due squadre sono pari nei criteri precedenti (ma senza altre squadre coinvolte), si scontrano nell'ultima giornata e il loro posizionamento è rilevante per il passaggio del turno;
8. Minor numero di punti disciplinari (rosso diretto= 3 punti, giallo = 1 punto, doppio giallo = 3 punti);
9. Posizione nel ranking UEFA al momento del sorteggio.

## Calendario
Il calendario della competizione era il seguente.
| Turno             | Sorteggio       | Date               |
| ----------------- | --------------- | ------------------ |
| Turno preliminare | 3 novembre 2022 | 17-22 gennaio 2023 |
| Turno principale  | 3 novembre 2022 | 22-26 marzo 2023   |

In entrambi i turni, il calendario di ogni gruppo è il seguente, con un giorno di riposo tra la seconda e la terza partita dei gironi a quattro squadre:
Note: per il calendario la squadra organizzatrice è considerata come Squadra 1, mentre le altre sono classificate in base al ranking.
| Giornata   | Partite (gironi a 4 squadre) | Partite (gironi a 3 squadre) |
| ---------- | ---------------------------- | ---------------------------- |
| Giornata 1 | 2 v 4, 3 v 1                 | 3 v 1                        |
| Giornata 2 | 3 v 2, 1 v 4                 | 2 v 3                        |
| Giornata 3 | 4 v 3, 1 v 2                 | 1 v 2                        |

## Turno preliminare
Le tre vincenti del turno avanzano al turno principale dove raggiungono le altre 25 partecipanti.
Gli orari indicati sono CET (UTC+1), come indicati dall'UEFA (gli orari locali, se differenti, sono indicati tra parentesi).
(H) indica la squadra ospitante.

### Gruppo A
| Squadra      | P.ti | G | V | N | P | GF | GS | DR  |
| ------------ | ---- | - | - | - | - | -- | -- | --- |
| Inghilterra  | 9    | 3 | 3 | 0 | 0 | 14 | 4  | +10 |
| Malta        | 4    | 3 | 1 | 1 | 1 | 6  | 11 | -5  |
| Lituania (H) | 2    | 3 | 0 | 2 | 1 | 3  | 6  | -3  |
| Estonia      | 1    | 3 | 0 | 1 | 2 | 8  | 10 | -2  |

| Arbitri: | Turekhan Tursumbayev Bogdan Hanceariuc Martin Køster |
| Crono:   | Dominykas Norkus                                     |

|                                                                                            |           |  |
| Young 5'19'’ Nathan 8'01'’ Brooker 21'14'’, 23'47'’ Kaye 21'30'’ Desborough 30'57'’ (rig.) | Marcatori |  |

| Arbitri: | Drazen Vukcevic Martin Køster Bogdan Hanceariuc |
| Crono:   | Dominykas Norkus                                |

|               |           |                        |
| Bažkov 9'47'’ | Marcatori | 33'14'’ Siaurusevičius |

| Arbitri: | Bogdan Hanceariuc Drazen Vukcevic Turekhan Tursumbayev |
| Crono:   | Dominykas Norkus                                       |

|                                                       |           |                                                                               |
| Bažkov 1'00'’, 17'54'’ Raužin 7'21'’ Agaptšev 39'32'’ | Marcatori | 1'19'’ Kaye 3'47'’ Sikirwayi 15'49'’ Desborough 28'30'’ Badham 29'58'’ Devine |

| Arbitri: | Martin Køster Turekhan Tursumbayev Drazen Vukcevic |
| Crono:   | Dominykas Norkus                                   |

|                                         |           |                           |
| Balasanov 4'18'’ Siaurusevičius 33'44'’ | Marcatori | 0'42'’ Agius 12'44'’ Gatt |

| Arbitri: | Bogdan Hanceariuc Martin Køster Turekhan Tursumbayev |
| Crono:   | Dominykas Norkus                                     |

|                                                    |           |                                      |
| Gatt 18'03'’ Sammut 21'00'’, 22'28'’ Agius 23'55'’ | Marcatori | 4'30'’, 13'58'’ Bažkov 36'48'’ Männi |

| Arbitri: | Drazen Vukcevic Turekhan Tursumbayev Martin Køster |
| Crono:   | Dominykas Norkus                                   |

|  |           |                                       |
|  | Marcatori | 4'30'’, 35'33'’ Brooker 8'38'’ Devine |

### Gruppo B
| Squadra        | P.ti | G | V | N | P | GF | GS | DR |
| -------------- | ---- | - | - | - | - | -- | -- | -- |
| Montenegro     | 6    | 2 | 2 | 0 | 0 | 8  | 6  | +2 |
| Gibilterra (H) | 3    | 2 | 1 | 0 | 1 | 10 | 6  | +4 |
| San Marino     | 0    | 2 | 0 | 0 | 2 | 1  | 7  | -6 |

| Arbitri: | Jiri Bergs Paavo Komppa Jagnar Jakobson |
| Crono:   | Antonio Ballesteros                     |

|  |           |                                                                            |
|  | Marcatori | 1'26'’ Glynn 10'43'’ Coltan 16'23'’ Perera 25'03'’ Caetano 29'03'’ Zammitt |

| Arbitri: | Paavo Komppa Jagnar Jakobson Jiri Bergs |
| Crono:   | Antonio Ballesteros                     |

|                                    |           |                    |
| Roćenović 18'10'’ Gopčević 33'01'’ | Marcatori | 10'24'’ Bacciocchi |

| Arbitri: | Jagnar Jakobson Jiri Bergs Paavo Komppa |
| Crono:   | Antonio Ballesteros                     |

|                                                                       |           |                                                                                 |
| Rodriquez 5'12'’ Perera 6'55'’, 18'31'’ Glynn 36'53'’ Zammitt 39'14'’ | Marcatori | 4'15'’, 20'20'’ Mijušković 12'09'’, 21'54'’ Roćenović 18'01'’, 31'32'’ Ćetković |

### Gruppo C
| Squadra                | P.ti | G | V | N | P | GF | GS | DR |
| ---------------------- | ---- | - | - | - | - | -- | -- | -- |
| Kosovo                 | 4    | 2 | 1 | 1 | 0 | 9  | 6  | +3 |
| Germania               | 2    | 2 | 0 | 2 | 0 | 6  | 6  | 0  |
| Macedonia del Nord (H) | 1    | 2 | 0 | 1 | 1 | 6  | 9  | -3 |

| Arbitri: | Zviad Bliadze Filip Nesnera Valentin Ciuplea |
| Crono:   | Done Ristovski                               |

|                                                        |           |                                           |
| Schrade 0'17'’ Kavurmacioglu 1'18'’ Assiongbor 29'12'’ | Marcatori | 2'28'’, 20'09'’ Anchevski 2'46'’ Rusevski |

| Arbitri: | Filip Nesnera Valentin Ciuplea Zviad Bliadze |
| Crono:   | Done Ristovski                               |

|                                          |           |                                        |
| Mehmeti 8'52'’ Krasniqi 12'09'’, 21'23'’ | Marcatori | 20'25'’, 26'47'’ Suton 26'01'’ Schrade |

| Arbitri: | Valentin Ciuplea Zviad Bliadze Filip Nesnera |
| Crono:   | Done Ristovski                               |

|                                                       |           |                                                                                         |
| Jusuf 8'22'’ Skeoarovski 17'34'’ Janev 33'45'’ (rig.) | Marcatori | 20'42'’, 36'58'’ Kabashi 28'57'’, 30'20'’ Krasniqi 31'47'’ Abdullahu 39'26'’ Bajraktari |

## Turno principale
Le vincitrici del turno si qualificavano alla fase finale.
Gli orari delle partite giocate fino al 25 marzo sono indicati come CET (UTC+1), mentre quelle giocate il 26 marzo sono indicati come CEST (UTC+2), come indicati dall'UEFA (gli orari locali, se differenti, sono indicati tra parentesi).
(H) indica la squadra ospitante.

### Gruppo 1
| Squadra      | P.ti | G | V | N | P | GF | GS | DR  |
| ------------ | ---- | - | - | - | - | -- | -- | --- |
| Slovenia     | 7    | 3 | 2 | 1 | 0 | 17 | 1  | +16 |
| Polonia      | 7    | 3 | 2 | 1 | 0 | 12 | 4  | +8  |
| Kazakistan   | 3    | 3 | 1 | 0 | 2 | 7  | 10 | -3  |
| Moldavia (H) | 0    | 3 | 0 | 0 | 3 | 3  | 24 | -21 |

| Arbitri: | Volha Pauliuts Idan Berenshtein Dario Pezzuto |
| Crono:   | Igor Soltanici                                |

| |           |  |
| Čop 0'32'’, 20'20'’ Ruis 0'51'’, 24'34'’ Skrinjar 8'07'’ Grm 15'16'’, 26'11'’ Žlindra 25'41'’ Gregorič 34'49'’ (rig.), 37'33'’ Kos 36'29'’ | Marcatori |  |

| Arbitri: | Daniel Matkovic Dario Pezzuto Idan Berenshtein |
| Crono:   | Igor Soltanici                                 |

|                                               |           |                                  |
| Licznerski 0'47'’, 1'32'’ Dmochiewicz 28'47'’ | Marcatori | 15'07'’ Kairbay 32'59'’ Deryabin |

| Arbitri: | Dario Pezzuto Volha Pauliuts Daniel Matkovic |
| Crono:   | Igor Soltanici                               |

|              |           |                    |
| Ruis 38'00'’ | Marcatori | 4'26'’ Dmochiewicz |

| Arbitri: | Idan Berenshtein Daniel Matkovic Volha Pauliuts |
| Crono:   | Igor Soltanici                                  |

|                              |           |                                                                             |
| Cucoș 7'14'’ Danilov 28'18'’ | Marcatori | 8'15’, 27'54'’ Kenzhegali 11'57'’ Deryabin 17'34'’ Marakhov 20'56'’ Kairbay |

| Arbitri: | Daniel Matkovic Dario Pezzuto Idan Berenshtein |
| Crono:   | Igor Soltanici                                 |

|  |           |                                                         |
|  | Marcatori | 6'33'’, 21'43'’, 33'19'’ Ruis 28'01'’, 33'32'’ Skrinjar |

| Arbitri: | Volha Pauliuts Idan Berenshtein Dario Pezzuto |
| Crono:   | Igor Soltanici                                |

|                   |           | |
| Stepuleac 19'49'’ | Marcatori | 1'46'’ Betowski 4'06'’, 20'53'’, 23'21'’ Licznerski 8'56'’ (aut.) Stropșa 20'09'’ Górski 30'54'’ Klatkiewicz 39'23'’ Krzempek |

### Gruppo 2
| Squadra    | P.ti | G | V | N | P | GF | GS | DR  |
| ---------- | ---- | - | - | - | - | -- | -- | --- |
| Ucraina    | 9    | 3 | 3 | 0 | 0 | 23 | 6  | +17 |
| Serbia (H) | 6    | 3 | 2 | 0 | 1 | 11 | 6  | +5  |
| Romania    | 3    | 3 | 1 | 0 | 2 | 11 | 15 | -4  |
| Montenegro | 0    | 3 | 0 | 0 | 3 | 4  | 22 | -18 |

| Arbitri: | Chiara Perona Ingus Puriņš Hikmat Qafarli |
| Crono:   | Marko Aleksic                             |

|                |           |                                                                                      |
| Cordos 34'06'’ | Marcatori | 1'53'’ Rakić 4'38'’ Ðukić 12'06'’, 13'31'’ Pajković 31'54'’ Kostić 37'27'’ Marojević |

| Arbitri: | Javier Moreno Reina Hikmat Qafarli Ingus Puriņš |
| Crono:   | Marko Aleksic                                   |

| |           |                 |
| Sužnjević 3'40'’ (aut.), 34'50'’ (aut.) Skybchyk 4'32'’ Malynovskyi 9'41'’, 10'48'’ Yelishev 15'30'’, 16'24'’ Ćetković 18'57'’ (aut.) Peletskiy 21'49'’, 26'12'’ Tkachenko 27'04'’, 28'01'’ | Marcatori | 5'25'’ Gopčević |

| Arbitri: | Hikmat Qafarli Chiara Perona Javier Moreno Reina |
| Crono:   | Marko Aleksic                                    |

|                                                 |           |                  |
| Doknic 2'27'’ (aut.) Stojanović 3'22'’, 24'31'’ | Marcatori | 39'44'’ Ćetković |

| Arbitri: | Ingus Puriņš Javier Moreno Reina Chiara Perona |
| Crono:   | Marko Aleksic                                  |

|                                     |           | |
| Peter 9'41'’ Cireș 33'10'’, 37'53'’ | Marcatori | 5'51'’ Rybitskyi 7'25'’, 14'07'’ Snitsarenko 19'38'’ Tiutiurai 23'07'’ Tkachenko 27'12'’ Malynovskyi 33'37'’ Bielimov |

| Arbitri: | Hikmat Qafarli Ingus Puriņš Javier Moreno Reina |
| Crono:   | Marko Aleksic                                   |

|                                |           |                                                                                                 |
| Nikolić 27'18'’ Doknic 36'29'’ | Marcatori | 9'47'’ Varga 19'04'’, 39'18'’, 39'51'’ Chertes 19'19'’ Peter 30'19'’ Strugariu 34'02'’ Popovics |

| Arbitri: | Chiara Perona Javier Moreno Reina Ingus Puriņš |
| Crono:   | Marko Aleksic                                  |

|                               |           |                                                               |
| Ðukić 30'32'’ Jeremić 39'39'’ | Marcatori | 0'15'’ Tiutiurai 9'41'’, 17'01'’ Skybchyk 39'47'’ Malynovskyi |

### Gruppo 3
| Squadra        | P.ti | G | V | N | P | GF | GS | DR  |
| -------------- | ---- | - | - | - | - | -- | -- | --- |
| Portogallo (H) | 9    | 3 | 3 | 0 | 0 | 25 | 4  | +21 |
| Bielorussia    | 6    | 3 | 2 | 0 | 1 | 12 | 15 | -3  |
| Kosovo         | 3    | 3 | 1 | 0 | 2 | 14 | 15 | -1  |
| Slovacchia     | 0    | 3 | 0 | 0 | 3 | 4  | 21 | -17 |

| Arbitri: | Telmen Undrakh Valentin Ciuplea Trayan Enchev |
| Crono:   | Filipe Gonçalo Santos Duarte                  |

|               |           | |
| Bielik 3'31'’ | Marcatori | 21'43'’ (aut.) Horváth 21'57'’, 29'30'’, 38'12'’ B. Krasniqi 24'41'’ Kabashi 33'01'’ Abdullahu 39'47'’ Demaj |

| Arbitri: | Aleš Mocnik Peric Trayan Enchev Valentin Ciuplea |
| Crono:   | Filipe Gonçalo Santos Duarte                     |

|  |           | |
|  | Marcatori | 2'15'’, 8'55'’, 14'34'’ Macedo 5'06'’, 5'36'’ Silva 18'09'’, 26'50'’, 39'48'’ Marques 22'22'’ Rocha |

| Arbitri: | Trayan Enchev Telmen Undrakh Aleš Mocnik Peric |
| Crono:   | Filipe Gonçalo Santos Duarte                   |

|                                                                  |           |                                              |
| Barkun 9'34'’ Astafyeu 15'59'’, 33'02'’, 38'27'’ Schasny 24'37'’ | Marcatori | 13'35'’ Strapek 14'03'’ Hazda 38'49'’ Nemček |

| Arbitri: | Valentin Ciuplea Aleš Mocnik Peric Telmen Undrakh |
| Crono:   | Filipe Gonçalo Santos Duarte                      |

| |           |                                                          |
| Correia 15'05'’ Dzyalochynskyy 15'24'’ Santos 18'18'’, 26'14'’ Silva 19'19'’ Tomás Colaço 19'50'’ Macedo 35'38'’ | Marcatori | 4'46'’, 22'14'’ B. Krasniqi 30'33'’ Demaj 33'20'’ Maliqi |

| Arbitri: | Aleš Mocnik Peric Telmen Undrakh Valentin Ciuplea |
| Crono:   | Filipe Gonçalo Santos Duarte                      |

|                                                               |           | |
| Khvesko 2'54'’ (aut.) J. Krasniqi 39'00'’ B. Krasniqi 39'07'’ | Marcatori | 5'49'’ Barkun 18'31'’ (aut.) Demaj 18'55'’, 20'45'’, 23'41'’ Astafyeu 32'50'’ Schasny 38'46'’ Karpuk |

| Arbitri: | Trayan Enchev Valentin Ciuplea Telmen Undrakh |
| Crono:   | Filipe Gonçalo Santos Duarte                  |

| |           |  |
| Rocha 2'26'’ Silva 3'18'’, 25'29'’, 38'20'’ Maior 12'52'’, 21'04'’ Santos 18'28'’, 38'38'’ Dzyalochynskyy 32'24'’ | Marcatori |  |

### Gruppo 4
| Squadra      | P.ti | G | V | N | P | GF | GS | DR  |
| ------------ | ---- | - | - | - | - | -- | -- | --- |
| Finlandia    | 7    | 3 | 2 | 1 | 0 | 11 | 5  | +6  |
| Belgio       | 6    | 3 | 2 | 0 | 1 | 6  | 3  | +3  |
| Lettonia (H) | 4    | 3 | 1 | 1 | 1 | 7  | 5  | +2  |
| Georgia      | 0    | 3 | 0 | 0 | 3 | 4  | 15 | -11 |

| Arbitri: | Viktor Bugenko Gevorg Yeghoyan Vasilios Christodoulis |
| Crono:   | Eduards Fatkulins                                     |

|                                                               |           |                                          |
| Salah 3'35'’ Peirsman 7'14'’ Van Cauter 35'07'’ Aabdi 37'32'’ | Marcatori | 10'29'’ Iashvili 14'31'’ (aut.) Peirsman |

| Arbitri: | Victor Chaix Vasilios Christodoulis Gevorg Yeghoyan |
| Crono:   | Eduards Fatkulins                                   |

|                                                |           |                                               |
| Taipale 2'40'’ Paappanen 6'17'’ Niemelä 6'47'’ | Marcatori | 23'14'’ Piļipčuks 27'19'’ Ošis 32'00'’ Fogels |

| Arbitri: | Vasilios Christodoulis Victor Chaix Viktor Bugenko |
| Crono:   | Eduards Fatkulins                                  |

|                  |           |  |
| Paappanen 7'04'’ | Marcatori |  |

| Arbitri: | Gevorg Yeghoyan Viktor Bugenko Victor Chaix |
| Crono:   | Eduards Fatkulins                           |

|                                                                       |           |  |
| Ošis 9'35'’ Piļipčuks 15'57'’ Fogels 17'05'’ Elbakidze 18'00'’ (aut.) | Marcatori |  |

| Arbitri: | Vasilios Christodoulis Victor Chaix Gevorg Yeghoyan |
| Crono:   | Eduards Fatkulins                                   |

|                                        |           |                                                                                          |
| Iashvili 16'41'’ Songulashvili 37'36'’ | Marcatori | 2'38'’ Mäntylä 12'50'’, 23'15'’ Sylla 19'35'’, 30'37'’, 33'50'’ Tuominen 38'20'’ Niemelä |

| Arbitri: | Gevorg Yeghoyan Viktor Bugenko Victor Chaix |
| Crono:   | Eduards Fatkulins                           |

|  |           |                            |
|  | Marcatori | 25'57'’ Salah 35'40'’ Suet |

### Gruppo 5
| Squadra                  | P.ti | G | V | N | P | GF | GS | DR  |
| ------------------------ | ---- | - | - | - | - | -- | -- | --- |
| Francia                  | 9    | 3 | 3 | 0 | 0 | 18 | 4  | +14 |
| Bosnia ed Erzegovina (H) | 6    | 3 | 2 | 0 | 1 | 10 | 7  | +3  |
| Grecia                   | 3    | 3 | 1 | 0 | 2 | 13 | 14 | -1  |
| Azerbaigian              | 0    | 3 | 0 | 0 | 3 | 4  | 20 | -16 |

| Arbitri: | Peter Nurse Martin Køster Norbert Szilágyi |
| Crono:   | Vedran Marcinko                            |

|                                                                         |           |  |
| Kouyate 5'59'’, 24'09'’ Belaib Lemoyne 7'02'’, 38'20'’ Doucoure 31'57'’ | Marcatori |  |

| Arbitri: | Nicola Maria Manzione Norbert Szilágyi Martin Køster |
| Crono:   | Vedran Marcinko                                      |

|                   |           |                                             |
| Grigorakos 5'29'’ | Marcatori | 2'02'’ Krezo 30'04’ Al. Kadić 39'58'’ Čatić |

| Arbitri: | Norbert Szilágyi Peter Nurse Nicola Maria Manzione |
| Crono:   | Vedran Marcinko                                    |

|                |           | |
| Tselios 9'30'’ | Marcatori | 2'33'’ Bulbul 3'17'’, 23'46'’, 39'26'’ Kouyate 14'14'’ Rezzoug 16'08'’, 25'33'’ Bugnet 18'24'’ Erraddaf |

| Arbitri: | Martin Køster Nicola Maria Manzione Peter Nurse |
| Crono:   | Vedran Marcinko                                 |

|                                                                  |           |                  |
| Ristić 12'45'’ Kolobarić 19'08'’ Čatić 30'20'’ Al. Kadić 38'15'’ | Marcatori | 37'36'’ Handamli |

| Arbitri: | Martin Køster Norbert Szilágyi Nicola Maria Manzione |
| Crono:   | Vedran Marcinko                                      |

|                                                   |           | |
| Mammadli 26'08'’ Abbasov 29'23'’ Handamli 39'55'’ | Marcatori | 3'17'’, 12'52'’ Grigorakos 6'42'’, 27'48'’ Kountardas 6'58'’ Pavlidis 14'30'’ Papadopoulos 17'16'’, 23'25'’, 27'33'’ Tselios 19'41'’ Adamopoulos 21'47'’ Georgogiannis |

| Arbitri: | Peter Nurse Nicola Maria Manzione Norbert Szilágyi |
| Crono:   | Vedran Marcinko                                    |

|                                                      |           |                                                                                        |
| Kolobarić 4'37'’ Ah. Kadić 14'58'’ Al. Kadić 15'46'’ | Marcatori | 8'08'’ (aut.) Kolobarić 13'13'’ Erraddaf 18'13'’ Kolski 27'20'’ Kouyate 39'29'’ Asname |

### Gruppo 6
| Squadra         | P.ti | G | V | N | P | GF | GS | DR  |
| --------------- | ---- | - | - | - | - | -- | -- | --- |
| Spagna          | 7    | 3 | 2 | 1 | 0 | 12 | 2  | +10 |
| Ungheria        | 7    | 3 | 2 | 1 | 0 | 8  | 2  | +6  |
| Paesi Bassi (H) | 3    | 3 | 1 | 0 | 2 | 7  | 9  | -2  |
| Andorra         | 0    | 3 | 0 | 0 | 3 | 1  | 15 | -14 |

| Arbitri: | Kirill Naishouler Yiangos Yiangou Zviad Bliadze |
| Crono:   | Davey Markerink                                 |

| |           |  |
| Martínez Marín 7'24'’ Tapias 24'58'’ Cerdá Planas 29'58'’ Santa Cruz Vasallo 30'50'’ Tesorero Borrell 36'14'’ (aut.) | Marcatori |  |

| Arbitri: | Miguel Castilho Zviad Bliadze Yiangos Yiangou |
| Crono:   | Davey Markerink                               |

|                                         |           |                    |
| Bartha 18'50'’ Oldenburg 39'32'’ (aut.) | Marcatori | 34'04'’ Essanoussi |

| Arbitri: | Zviad Bliadze Miguel Castilho Kirill Naishouler |
| Crono:   | Davey Markerink                                 |

|                                  |           |                            |
| Santa Cruz Vasallo 8'09'’ (aut.) | Marcatori | 38'15'’ Santa Cruz Vasallo |

| Arbitri: | Yiangos Yiangou Kirill Naishouler Miguel Castilho |
| Crono:   | Davey Markerink                                   |

|                                                                      |           |                        |
| Cosijn 3'40'’, 22'54'’ Afouzar 11'19'’ Faber 14'05'’ El Klai 33'38'’ | Marcatori | 38'12'’ Alves Monteiro |

| Arbitri: | Kirill Naishouler Zviad Bliadze Yiangos Yiangou |
| Crono:   | Davey Markerink                                 |

|  |           |                                                               |
|  | Marcatori | 2'02'’, 2'36'’ Kovács 6'57'’ Kiss 16'09'’ Szabó 32'38'’ Knizs |

| Arbitri: | Miguel Castilho Yiangos Yiangou Zviad Bliadze |
| Crono:   | Davey Markerink                               |

|                   |           | |
| Essanoussi 0'51'’ | Marcatori | 7'28'’ Ramos Mora 11'42'’ Cerdá Planas 13'32'’, 26'04'’ Santa Cruz Vasallo 28'42'’ Cano Gil 34'20'’ (rig.) Tapias |

### Gruppo 7
| Squadra     | P.ti | G | V | N | P | GF | GS | DR |
| ----------- | ---- | - | - | - | - | -- | -- | -- |
| Italia (H)  | 7    | 3 | 2 | 1 | 0 | 9  | 4  | +5 |
| Rep. Ceca   | 6    | 3 | 2 | 0 | 1 | 8  | 8  | 0  |
| Turchia     | 3    | 3 | 1 | 0 | 2 | 10 | 10 | 0  |
| Inghilterra | 1    | 3 | 0 | 1 | 2 | 7  | 12 | -5 |

| Arbitri: | Stefan Vrijens Ruben António Cardoso Santos Nikola Rabrenović |
| Crono:   | Antonio Dimundo                                               |

| |           |                                          |
| Karaman 15'41'’ Büyükkaya 21'34'’ Nathan 24'38'’ (aut.) Saçikara 33'13'’ Turğut 34'53'’ Akbaş 38'42'’ | Marcatori | 11'19'’ Barber 14'08'’ (rig.) Desborough |

| Arbitri: | Marjan Mladenovski Nikola Rabrenović Ruben António Cardoso Santos |
| Crono:   | Antonio Dimundo                                                   |

|  |           |                                                   |
|  | Marcatori | 3'16'’ Lavrendi 31'04'’ Perazzetta 33'08'’ Grosso |

| Arbitri: | Nikola Rabrenović Stefan Vrijens Marjan Mladenovski |
| Crono:   | Antonio Dimundo                                     |

|                                                                           |           |                              |
| Šiler 0'44'’ Ji. Zápotocký 10'46'’ Tilinger 14'51'’ Ja. Zápotocký 33'49'’ | Marcatori | 0'32'’ Karaman 14'37'’ Akbaş |

| Arbitri: | Ruben António Cardoso Santos Marjan Mladenovski Stefan Vrijens |
| Crono:   | Antonio Dimundo                                                |

|                                 |           |                              |
| Salvetti 23'04'’ Grosso 34'41'’ | Marcatori | 9'15'’ Barber 39'56'’ Nathan |

| Arbitri: | Stefan Vrijens Marjan Mladenovski Nikola Rabrenović |
| Crono:   | Antonio Dimundo                                     |

|                                     |           |                                                               |
| Badham 2'37'’, 39'41'’ Kaye 35'38'’ | Marcatori | 5'56'’ Kuta 12'31'’ Šiler 23'01'’ Tomek 38'59'’ Ja. Zápotocký |

| Arbitri: | Ruben António Cardoso Santos Nikola Rabrenović Stefan Vrijens |
| Crono:   | Antonio Dimundo                                               |

|                                                        |           |                             |
| Perazzetta 13'40'’, 39'43'’ Grosso 26'14'’ Bui 32'43'’ | Marcatori | 7'09'’ Gümüş 36'00'’ Turğut |

## Squadre qualificate
| Squadra    | In qualità di       | Data              | Pres. | Ult.       | Miglior risultato     |
| ---------- | ------------------- | ----------------- | ----- | ---------- | --------------------- |
| Croazia    | Nazione ospitante   | 20 settembre 2022 | 3ª    | 2022       | Finalista (2019)      |
| Slovenia   | Vincitrice gruppo 1 | 25 marzo 2023     | 1ª    | Esordiente | Esordiente            |
| Ucraina    | Vincitrice gruppo 2 | 25 marzo 2023     | 3ª    | 2022       | Semifinalista (2022)  |
| Portogallo | Vincitrice gruppo 3 | 24 marzo 2023     | 3ª    | 2022       | Finalista (2022)      |
| Finlandia  | Vincitrice gruppo 4 | 25 marzo 2023     | 1ª    | Esordiente | Esordiente            |
| Francia    | Vincitrice gruppo 5 | 25 marzo 2023     | 2ª    | 2022       | Fase a Gironi (2022)  |
| Spagna     | Vincitrice gruppo 6 | 25 marzo 2023     | 3ª    | 2022       | Campione (2019, 2022) |
| Italia     | Vincitrice gruppo 7 | 25 marzo 2023     | 2ª    | 2022       | Fase a Gironi (2022)  |

## Classifica marcatori
- Turno preliminare: Sono state segnate 71 reti in 12 incontri (5,92 gol per partita).
- Turno principale: Sono state segnate 291 reti in 42 incontri (6,93 gol per partita).
- Totale: Sono state segnate 362 reti in 54 incontri (6,70 gol per partita).

Legenda:
- — squadra eliminata o inattiva nel turno.

| Pos. | Giocatore                  | PR | MR | Totale |
| ---- | -------------------------- | -- | -- | ------ |
| 1    | Blend Krasniqi             | 4  | 6  | 10     |
| 2    | Daniil Astafyeu            | —  | 6  | 6      |
| 2    | Mamady Kouyate             | —  | 6  | 6      |
| 2    | Alen Ruis                  | —  | 6  | 6      |
| 2    | Diogo Silva                | —  | 6  | 6      |
| 6    | Szymon Licznerski          | —  | 5  | 5      |
| 6    | Roman Bažkov               | 5  | —  | 5      |
| 8    | Tiago Macedo               | —  | 4  | 4      |
| 8    | Maksym Malynovskyi         | —  | 4  | 4      |
| 8    | Gonzalo Santa Cruz Vasallo | —  | 4  | 4      |
| 8    | Pedro Santos               | —  | 4  | 4      |
| 8    | Gerasimos Tselios          | —  | 4  | 4      |
| 8    | Jamie Brooker              | 4  | 0  | 4      |